# Florine McKinney
Pour les articles homonymes, voir McKinney.
Ethel Elaine McKinney dite Florine McKinney est une actrice américaine née le 13 décembre 1912 à Mart au Texas et morte le 28 juillet 1975 à Van Nuys en Californie. Elle joua dans plus d'une trentaine de films de 1932 à 1942.

## Biographie
Ethel Elaine "Florine" McKinney est née à Mart au Texas le 13 décembre 1912. Elle est la fille de William L. McKinney et de Grace Humphries. Elle se marie le 14 mai 1936 à Londres avec le scénariste Barry Trivers. McKinney meurt à Van Nuys, un quartier de la ville de Los Angeles en Californie le 28 juillet 1975 à l'âge de 62 ans.

## Filmographie partielle

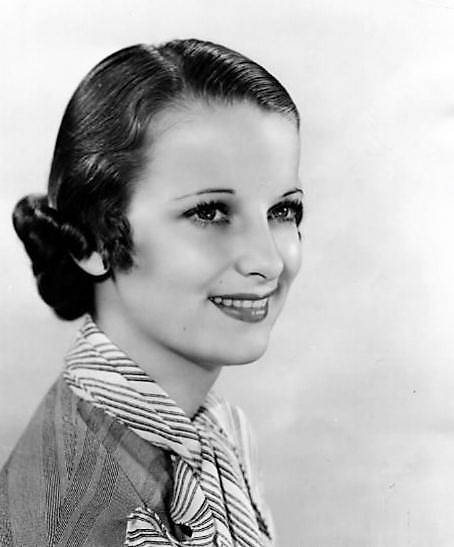

- 1932 : Une heure près de toi (One Hour with You) d'Ernst Lubitsch
- 1932 : The Miracle Man : Betty Higgins
- 1932 : Plumes de cheval (Horse Feathers) de Norman Z. McLeod
- 1932 : Ombres vers le sud (The Cabin in the Cotton) de Michael Curtiz
- 1932 : Cynara de King Vidor : Garla
- 1933 : Beauty for Sale (en) de Richard Boleslawski : Jane
- 1933 : Le Tourbillon de la danse (Dancing Lady) de Robert Z. Leonard
- 1934 : Quand une femme aime (Riptide) d'Edmund Goulding
- 1934 : Hollywood Party
- 1934 : Student Tour : Lilith (la femme fatale de l'université)
- 1934 : La Veuve joyeuse (The Merry Widow) d'Ernst Lubitsch
- 1935 : David Copperfield (Personal History, Adventures, Experience, and Observation of David Copperfield the Younger) de George Cukor
- 1935 : Night Life of the Gods : Meg
- 1935 : Strangers All : Lily Carter
- 1935 : Dizzy Dames : Helen Bennett
- 1935 : Cappy Ricks Returns : Barbara Blake
- 1936 : Muss'em Up : Corinne
- 1936 : A Star Fell from Heaven : Anne Heinmeyer
- 1937 : Blazing Barriers : Joan Martin
- 1940 : La Valse dans l'ombre (Waterloo Bridge) de Mervyn LeRoy
- 1940 : Oklahoma Renegades : Marian Carter
- 1940 : Évasion (Escape) de Mervyn LeRoy
- 1940 : Indiscrétions (The Philadelphia Story) de George Cukor
- 1940 : A Night at Earl Carroll's : la chef de l'orchestre
- 1941 : You're the One : la tireuse à l'arc
- 1941 : Les Oubliés (Blossoms in the Dust) de Mervyn LeRoy
- 1941 : Associés sans honneur (en) (Unholy Partners) de Mervyn LeRoy
- 1942 : Brooklyn Orchid : Mabel Coney
- 1942 : Mon secrétaire travaille la nuit (Take a Letter, Darling) de Mitchell Leisen
- 1942 : Deux nigauds dans une île (Pardon my Sarong) d'Erle C. Kenton
- 1942 : Little Joe, the Wrangler : Mary Brewster